# Corte Suprema de la República Eslovaca

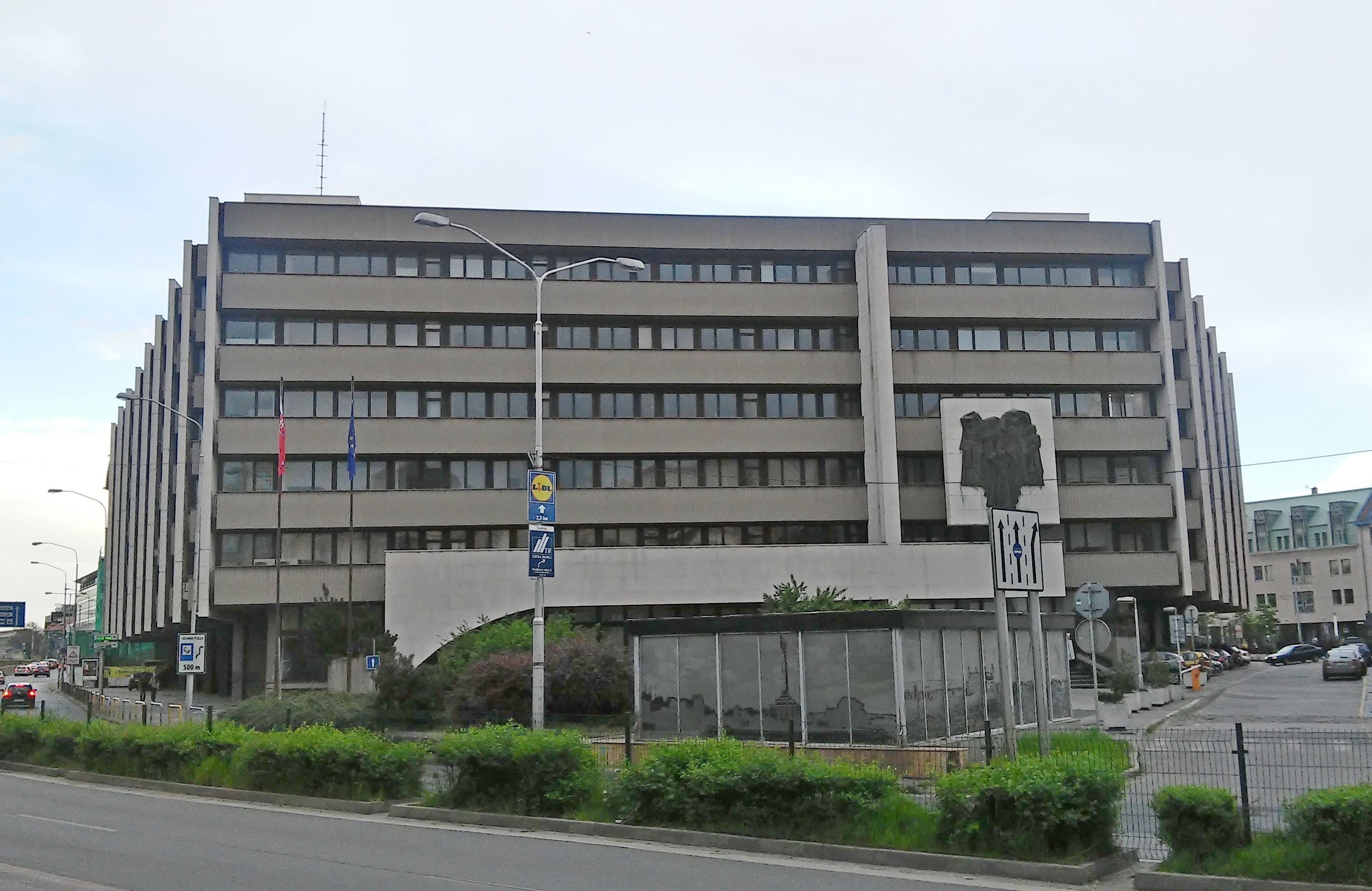
Corte Suprema de la República Eslovaca

La Corte Suprema de la República Eslovaca es la máxima autoridad judicial de Eslovaquia y tiene su sede en Bratislava. Se estableció el 1 de enero de 1993, tras la división de Checoslovaquia en la República Checa y la República Eslovaca. El tribunal es el máximo tribunal de apelación para los tribunales inferiores de Eslovaquia.

## Composición
Los jueces del Tribunal Supremo son designados por el presidente de Eslovaquia después de que el Consejo Judicial de la República Eslovaca los considere suficientemente calificados. Podrá optar al cargo toda persona que haya cumplido 30 años de edad, esté en posesión de un grado en derecho y acepte el cargo de juez de la Corte Suprema de Justicia después de haber superado el proceso electoral.

## Roles
Es el tribunal de apelación de los demás tribunales regionales y de distrito, así como de los tribunales militares eslovacos. El tribunal decide en paneles compuestos por tres o cinco jueces. Los paneles de tres miembros deciden sobre los asuntos relacionados con los tribunales inferiores. El panel de cinco miembros decide sobre asuntos relacionados con los veredictos de los tribunales compuestos por los paneles de tres miembros de la Corte Suprema.

## Jueces y paneles
El tribunal tiene cuatro salas: la Sala Penal, la Sala Administrativa, la Sala Civil y la Sala Comercial. Cada división incluye una cantidad de paneles con tres miembros. La División Comercial tiene catorce jueces que sirven en ocho paneles, la División Administrativa tiene veintiocho jueces y doce paneles, la División Civil tiene veintinueve jueces y 8 paneles, y la División Penal tiene diecinueve jueces y ocho paneles.

## Controversia
En octubre de 2020, los jueces del Tribunal Supremo Jarmila Urbancová y Jozef Kolcon fueron acusados de corrupción y arrestados.